# 北海道音楽療法センター
特定非営利活動法人北海道音楽療法センター（ほっかいどうおんがくりょうほうセンター）は、音楽を活用して心身に障害をもつ人たちの心身機能維持、改善、生活の質の向上と音楽療法普及のための環境づくりに寄与することを目的とする特定非営利活動法人（NPO法人）。2001年12月13日に設立された。

## 所在地
北海道札幌市中央区南14条西11丁目1-3

## 理事長
佐渡　弘毅